# Zystom

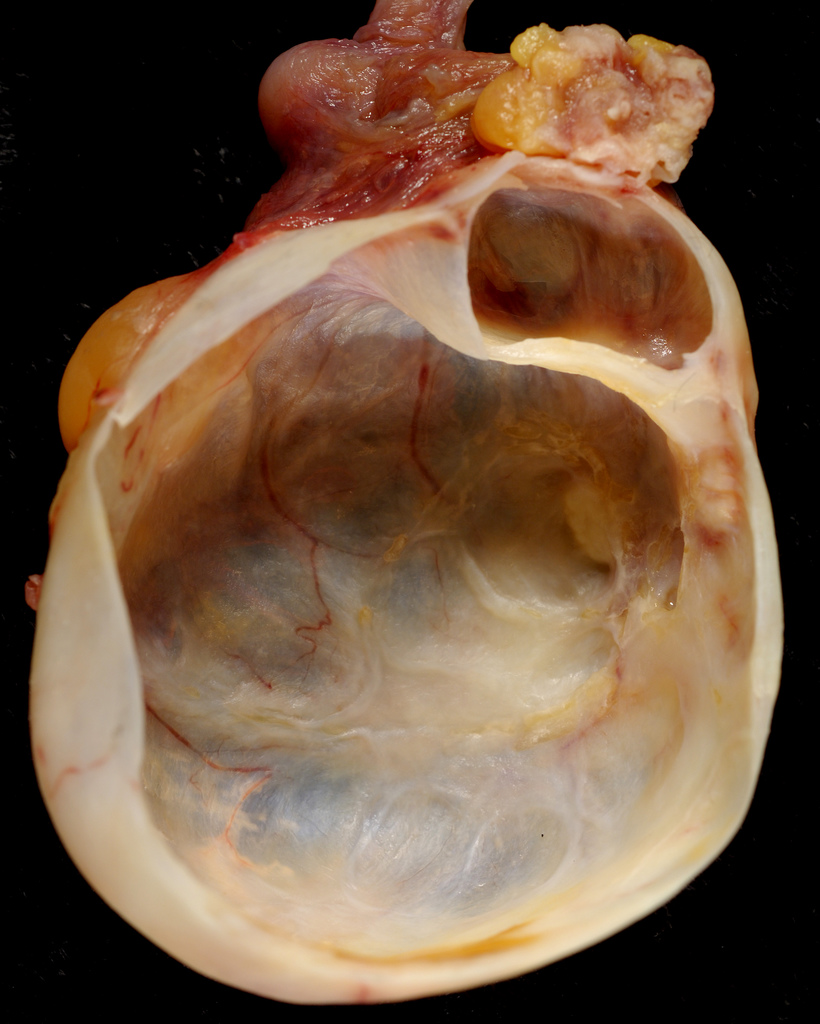
Muzinöses Zystadenom des Eierstocks: pathologisches Präparat.

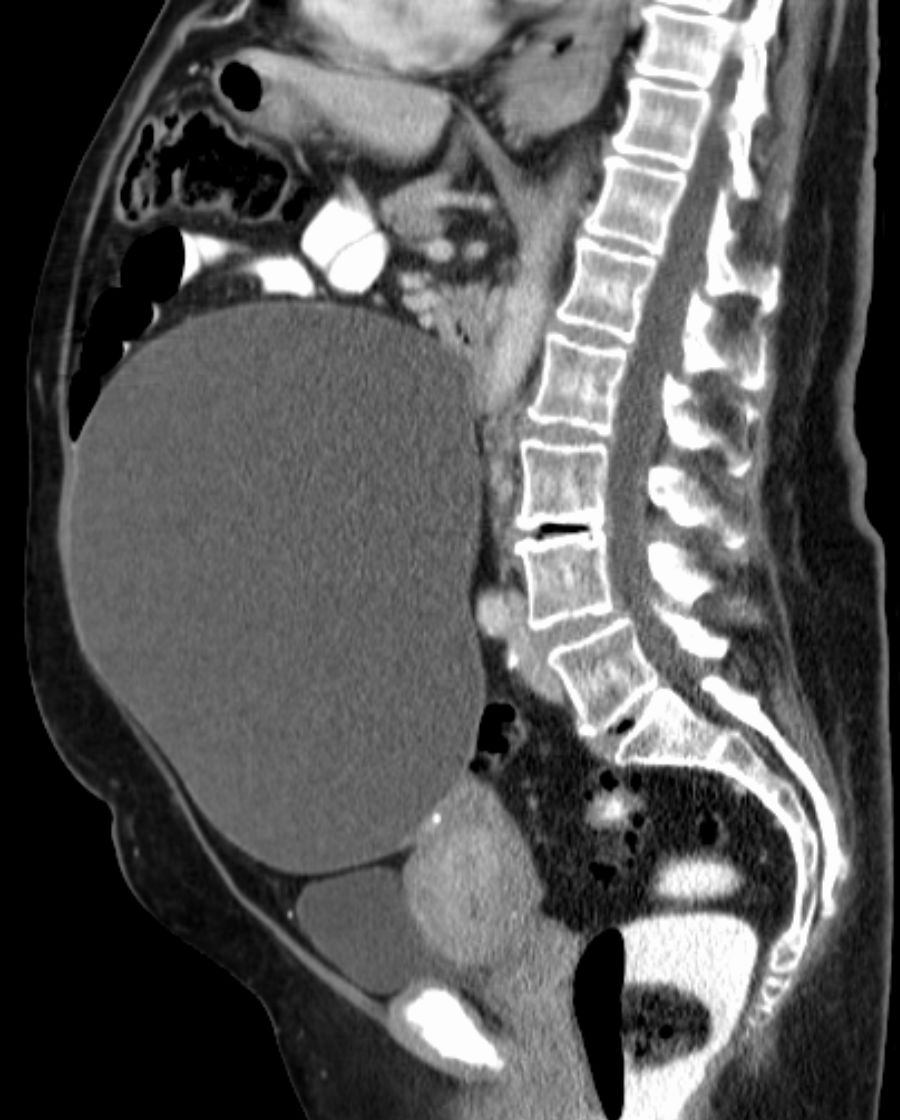
Muzinöses Zystadenom des Eierstocks: Computertomographie.

Ein Zystom (auch Kystom, Kystadenom und Cystadenom, und erstmals 1889 Proliferationszyste genannt) ist eine Drüsengeschwulst, in der sich aufgrund von nichterfolgtem Abfluss des Drüsenproduktes ein Hohlraum bildet. 
Zystome sind gutartig, eine Entartung ins Krebsartige geschieht vor allem dann, wenn papillare Wucherungen enthalten sind. Zystome treten am häufigsten in Eierstöcken, Nieren, Brustdrüsen, Leber und Schilddrüsen auf. Auch in der Bauchspeicheldrüse können sie vorkommen.